# Плиска сан-томейська
Плиска сан-томейська (Motacilla bocagii) — вид горобцеподібних птахів родини плискових (Motacillidae).

## Назва
Вид названо на честь португальського зоолога Жозе Вісенте Барбози ду Бокаже (1823—1907).

## Поширення
Ендемік острова Сан-Томе біля узбережжя Західної Африки. Поширений в центральній і південній частинах острова. Його природним середовищем існування є субтропічні або тропічні вологі рівнинні ліси.

## Опис
Довжина тіла 11 см. Це невеликий лісовий птах з коротким хвостом, довгим прямим дзьобом і досить довгими ногами. Верх голови і верхня частина тіла, включаючи верхівки крил і хвоста, рівномірно темно-коричневі. Темно-коричневий бік голови зі злегка блідим ворсом зверху. Підборіддя і центр горла білуваті, боки горла, шия, груди і боки тіла блідо-коричневі, живіт і нижня частина хвоста палево-сірі. Має темні райдужки, темно-коричневий дзьоб з блідим кінчиком на нижній нижній щелепі. Ніжки від темно-рожевого до блідо-тілесного кольору. Статі однакові.